# Sarule
Sarule (sardinski: Sarùle) je grad i općina (comune) u pokrajini Nuoru u regiji Sardiniji, Italija. Nalazi se na nadmorskoj visini od 630 metara i ima 1 696 stanovnika.
 Prostire se na 52,72 km². Gustoća naseljenosti je 32 st/km².
Susjedne općine su: Mamoiada, Ollolai, Olzai, Orani i Ottana.